# Alžběta Anna Pruská
Alžběta Anna Pruská (8. února 1857, Postupim – 28. srpna 1895, Fulda) byla pruskou princeznou a sňatkem dědičnou oldenburskou velkovévodkyní.

## Původ a rodina
Alžběta Anna se narodila jako druhá dcera prince Fridricha Karla Pruského, nejstaršího syna pruského prince Karla, který se narodil jako syn krále Fridricha Viléma III. Alžbětina matka Marie Anna byla dcerou vévody Leopolda IV. Anhaltského a jeho manželky Bedřišky Vilemíny Pruské, která byla neteří krále Fridricha Viléma III.
Jejími sourozenci byli nizozemská a posléze sasko-altenbuská princezna Marie, vévodkyně z Connaughtu a Strathearnu Luisa Markéta a princ Fridrich Leopold. Přes sestru Luisu Markétu byla Alžběta Anna tetou švédské korunní princezny Markéty a příbuznou britské i švédské královské rodiny.
Alžběta Anna byla kmotrou své neteře Patricie z Connaughtu.

## Manželství a potomci
18. února 1878 se jednadvacetiletá princezna provdala za o pět let staršího Fridricha Augusta, dědičného oldenburského velkovévodu. Svatba byla v rámci dvojité svatby, v ten samý den jako Alžběta Anna se v Berlíně vdávala dcera pruského korunního prince a jeho manželky, princezna Šarlota, za dědičného sasko-meiningenského prince Bernarda. Sňatky byly prvními událostmi, které se uskutečnily od doby, kdy se Prusko stalo v roce 1870 Německým císařstvím. Díky tomuto povýšení se svateb zúčastnilo mnoho významných osobností, včetně belgického krále Leopolda II. a jeho manželky Marie Jindřišky Habsbursko-Lotrinské. Zúčastnil se také princ z Walesu, strýc jedné z nevěst, Šarloty. Fridrich August byl prý se svou okouzlující a krásnou nevěstou spokojen a manželství bylo harmonické.
Za sedmnáct let manželství porodila Alžběta Anna dvě dcery:
- Žofie Šarlota Oldenburská (2. února 1879 – 29. března 1964),
⚭ 1906 Eitel Friedrich Pruský (7. července 1883 – 8. prosince 1842), rozvedli se v roce 1926
⚭ 1927 Harald van Hedemann (22. září 1887 – 12. června 1951), morganatické manželství

- Markéta Oldenburská (13. října 1881 – 20. února 1882)

Alžběta Anna zemřela 28. srpna 1895 pět let předtím, než se její manžel stal velkovévodou. Před její smrtí nechal její manžel postavit nový obytný palác: po její smrti pojmenoval novou stavbu na její počest Elisabeth-Anna-Palais. Rok po její smrti se Fridrich August oženil s Alžbětou Alexandrinou Meklenbursko-Zvěřínskou, dcerou velkovévody Bedřicha Františka II.

## Tituly a oslovení
- 8. února 1857 – 18. února 1878: Její královská Výsost princezna Alžběta Anna Pruská
- 18. února 1878 – 28. srpna 1895: Její královská Výsost dědičná oldenburská velkovévodkyně

## Vývod z předků
|                     |                                          |  |                                 |                                        |  |  |  |  |  |  |  | Fridrich Vilém II. |
|                     |                                          |  |                                 |                                        |  |  |  |  |  |  |  |                    |
|                     | Fridrich Vilém III.                      |  |                                 |                                        |  |  |  |  |  |  |  |                    |
|                     |                                          |  |                                 |                                        |  |  |  |  |  |  |  |                    |
|                     |                                          |  |                                 | Frederika Luisa Hesensko-Darmstadtská  |  |  |  |  |  |  |  |                    |
|                     |                                          |  |                                 |                                        |  |  |  |  |  |  |  |                    |
|                     | Karel Pruský                             |  |                                 |                                        |  |  |  |  |  |  |  |                    |
|                     |                                          |  |                                 |                                        |  |  |  |  |  |  |  |                    |
|                     |                                          |  |                                 | Karel II. Meklenbursko-Střelický       |  |  |  |  |  |  |  |                    |
|                     |                                          |  |                                 |                                        |  |  |  |  |  |  |  |                    |
|                     | Luisa Meklenbursko-Střelická             |  |                                 |                                        |  |  |  |  |  |  |  |                    |
|                     |                                          |  |                                 |                                        |  |  |  |  |  |  |  |                    |
|                     |                                          |  |                                 | Frederika Hesensko-Darmstadtská        |  |  |  |  |  |  |  |                    |
|                     |                                          |  |                                 |                                        |  |  |  |  |  |  |  |                    |
|                     | Fridrich Karel Pruský                    |  |                                 |                                        |  |  |  |  |  |  |  |                    |
|                     |                                          |  |                                 |                                        |  |  |  |  |  |  |  |                    |
|                     |                                          |  |                                 | Karel August Sasko-Výmarsko-Eisenašský |  |  |  |  |  |  |  |                    |
|                     |                                          |  |                                 |                                        |  |  |  |  |  |  |  |                    |
|                     | Karel Fridrich Sasko-Výmarsko-Eisenašský |  |                                 |                                        |  |  |  |  |  |  |  |                    |
|                     |                                          |  |                                 |                                        |  |  |  |  |  |  |  |                    |
|                     |                                          |  |                                 | Luisa Hesensko-Darmstadtská            |  |  |  |  |  |  |  |                    |
|                     |                                          |  |                                 |                                        |  |  |  |  |  |  |  |                    |
|                     | Marie Sasko-Výmarsko-Eisenašská          |  |                                 |                                        |  |  |  |  |  |  |  |                    |
|                     |                                          |  |                                 |                                        |  |  |  |  |  |  |  |                    |
|                     |                                          |  |                                 | Pavel I. Ruský                         |  |  |  |  |  |  |  |                    |
|                     |                                          |  |                                 |                                        |  |  |  |  |  |  |  |                    |
|                     | Marie Pavlovna Romanovová                |  |                                 |                                        |  |  |  |  |  |  |  |                    |
|                     |                                          |  |                                 |                                        |  |  |  |  |  |  |  |                    |
|                     |                                          |  |                                 | Žofie Dorota Württemberská             |  |  |  |  |  |  |  |                    |
|                     |                                          |  |                                 |                                        |  |  |  |  |  |  |  |                    |
| Alžběta Anna Pruská |                                          |  |                                 |                                        |  |  |  |  |  |  |  |                    |
|                     |                                          |  |                                 |                                        |  |  |  |  |  |  |  |                    |
|                     |                                          |  | Leopold III. Anhaltsko-Desavský |                                        |  |  |  |  |  |  |  |                    |
|                     |                                          |  |                                 |                                        |  |  |  |  |  |  |  |                    |
|                     | Fridrich Anhaltsko-Desavský              |  |                                 |                                        |  |  |  |  |  |  |  |                    |
|                     |                                          |  |                                 |                                        |  |  |  |  |  |  |  |                    |
|                     |                                          |  |                                 | Luisa Braniborsko-Schwedtská           |  |  |  |  |  |  |  |                    |
|                     |                                          |  |                                 |                                        |  |  |  |  |  |  |  |                    |
|                     | Leopold IV. Anhaltský                    |  |                                 |                                        |  |  |  |  |  |  |  |                    |
|                     |                                          |  |                                 |                                        |  |  |  |  |  |  |  |                    |
|                     |                                          |  |                                 | Fridrich V. Hesensko-Homburský         |  |  |  |  |  |  |  |                    |
|                     |                                          |  |                                 |                                        |  |  |  |  |  |  |  |                    |
|                     | Amálie Hesensko-Homburská                |  |                                 |                                        |  |  |  |  |  |  |  |                    |
|                     |                                          |  |                                 |                                        |  |  |  |  |  |  |  |                    |
|                     |                                          |  |                                 | Karolína Hesensko-Darmstadtská         |  |  |  |  |  |  |  |                    |
|                     |                                          |  |                                 |                                        |  |  |  |  |  |  |  |                    |
|                     | Marie Anna Anhaltsko-Desavská            |  |                                 |                                        |  |  |  |  |  |  |  |                    |
|                     |                                          |  |                                 |                                        |  |  |  |  |  |  |  |                    |
|                     |                                          |  |                                 | Fridrich Vilém II.                     |  |  |  |  |  |  |  |                    |
|                     |                                          |  |                                 |                                        |  |  |  |  |  |  |  |                    |
|                     | Ludvík Karel Pruský                      |  |                                 |                                        |  |  |  |  |  |  |  |                    |
|                     |                                          |  |                                 |                                        |  |  |  |  |  |  |  |                    |
|                     |                                          |  |                                 | Frederika Luisa Hesensko-Darmstadtská  |  |  |  |  |  |  |  |                    |
|                     |                                          |  |                                 |                                        |  |  |  |  |  |  |  |                    |
|                     | Bedřiška Vilemína Pruská                 |  |                                 |                                        |  |  |  |  |  |  |  |                    |
|                     |                                          |  |                                 |                                        |  |  |  |  |  |  |  |                    |
|                     |                                          |  |                                 | Karel II. Meklenbursko-Střelický       |  |  |  |  |  |  |  |                    |
|                     |                                          |  |                                 |                                        |  |  |  |  |  |  |  |                    |
|                     | Frederika Meklenbursko-Střelická         |  |                                 |                                        |  |  |  |  |  |  |  |                    |
|                     |                                          |  |                                 |                                        |  |  |  |  |  |  |  |                    |
|                     |                                          |  |                                 | Frederika Hesensko-Darmstadtská        |  |  |  |  |  |  |  |                    |
|                     |                                          |  |                                 |                                        |  |  |  |  |  |  |  |                    |